# Natoya Goule-Toppin
Natoya Goule-Toppin (née le 30 mars 1991 dans la paroisse de Manchester) est une athlète jamaïcaine, spécialiste du 800 mètres.

## Biographie
En 2015, lors des Championnats de Jamaïque, elle remporte le titre national du 800 mètres et descend pour la première fois de sa carrière sous les 2 minutes avec le temps de 1 min 59 s 63. Elle bat son record personnel et le record de Jamaïque le 30 juin 2018 lors du Meeting de Paris avec un temps de 1 min 57 s 69.
En 2018, elle obtient la médaille de bronze aux Jeux du Commonwealth, devancée par la Sud-Africaine Caster Semenya et la Kenyane Margaret Wambui. Le 20 juillet 2018, elle termine 3e du Meeting Herculis de Monaco et bat son propre record de Jamaïque en 1 min 56 s 15,. Elle devient vice-championne NACAC à Toronto, derrière l'Américaine Ajee Wilson.
En 2019, Natoya Goule remporte le 800 m des Jeux panaméricains.
Elle se classe 6e des championnats du monde 2019 à Doha sur 800 m.
En 2023, Natoya Goule-Toppin obtient son 9e titre national sur 800 m. Aux championnats du monde elle termine 3e de sa demi-finale en 2 h 0 min 78 s, un temps insuffisant pour passer en finale. En fin de saison, lors de la finale de la Ligue de diamant qui se déroule à Eugene, elle termine 3e en 1 min 55 s 96, établissant ainsi un nouveau record de Jamaïque, dans une course remportée par Athing Mu en 1 min 54 s 97, record des États-Unis, suivie de Keely Hodgkinson, 1 min 55 s 19, qui bat le record du Royaume-Uni.

## Palmarès
| Date | Compétition                                      | Lieu             | Résultat | Épreuve   | Temps         |
| ---- | ------------------------------------------------ | ---------------- | -------- | --------- | ------------- |
| 2011 | Championnats d'Amérique centrale et des Caraïbes | Mayagüez         | 3e       | 800 m     | 2 min 2 s 83  |
| 2011 | Championnats d'Amérique centrale et des Caraïbes | Mayagüez         | 1re      | 4 × 400 m | 3 min 29 s 86 |
| 2013 | Championnats d'Amérique centrale et des Caraïbes | Morelia          | 1re      | 800 m     | 2 min 2 s 02  |
| 2014 | Championnats du monde en salle                   | Sopot            | 2e       | 4 × 400 m | —             |
| 2014 | Relais mondiaux de l'IAAF                        | Nassau           | 4e       | 4 × 800 m | 8 min 17 s 22 |
| 2015 | Relais mondiaux de l'IAAF                        | Nassau           | 5e       | 4 × 800 m | 8 min 16 s 04 |
| 2017 | Relais mondiaux de l'IAAF                        | Nassau           | 3e       | 4 x 400 m | 3 min 20 s 26 |
| 2018 | Jeux du Commonwealth                             | Gold Coast       | 3e       | 800 m     | 1 min 58 s 82 |
| 2018 | Championnats NACAC                               | Toronto          | 2e       | 800 m     | 1 min 57 s 95 |
| 2018 | Ligue de diamant                                 | Ligue de diamant | 3e       | 800 m     | 1 min 58 s 49 |
| 2018 | Coupe continentale                               | Ostrava          | 3e       | 800 m     | 1 min 57 s 36 |
| 2019 | Jeux panaméricains                               | Lima             | 1re      | 800 m     | 2 min 01 s 26 |
| 2019 | Jeux panaméricains                               | Lima             | 3e       | 4 x 400 m | 3 min 27 s 61 |
| 2019 | Ligue de diamant                                 | Ligue de diamant | 5e       | 800 m     | 2 min 01 s 40 |
| 2019 | Championnats du monde                            | Doha             | 6e       | 800 m     | 2 min 00 s 11 |
| 2021 | Jeux olympiques                                  | Tokyo            | 8e       | 800 m     | 1 min 58 s 26 |
| 2022 | Championnats du monde en salle                   | Belgrade         | 4e       | 800 m     | 2 min 01 s 18 |
| 2022 | Championnats du monde                            | Eugene           | 5e       | 800 m     | 1 min 57 s 90 |
| 2022 | Jeux du Commonwealth                             | Birmingham       | 4e       | 800 m     | 1 min 57 s 88 |
| 2022 | Jeux du Commonwealth                             | Birmingham       | 2e       | 4 x 400 m | 3 min 26 s 93 |
| 2023 | Ligue de diamant                                 | Ligue de diamant | 3e       | 800 m     | 1 min 55 s 96 |

## Records
| Épreuve | Temps              | Lieu   | Date              |
| ------- | ------------------ | ------ | ----------------- |
| 800 m   | 1 min 55 s 96 (NR) | Eugene | 17 septembre 2023 |